# Voleibol nos Jogos Centro-Americanos e do Caribe

O voleibol é um dos esportes no programa esportivo dos Jogos Centro-Americanos e do Caribe desde 1930e na edição seguinte foi novamente disputado; já variante feminina em 1935 teve o torneio de exibição entre México e El Salvador, mas ocorreu de fato a partir da edição de 1938, e novamente realizado o torneio deste naipe na edição posterior, ficando sem disputa  e retornando apenas na edição 1959.

## Quadro de medalhas

### Masculino
| Ordem | País                 | Medalha de ouro | Medalha de prata | Medalha de bronze | Total |
| ----- | -------------------- | --------------- | ---------------- | ----------------- | ----- |
| 1     | Cuba                 | 11              | 3                | 4                 | 18    |
| 2     | México               | 6               | 6                | 6                 | 18    |
| 3     | Porto Rico           | 5               | 5                | 4                 | 14    |
| 4     | República Dominicana | 1               | 3                | 1                 | 5     |
| 5     | Venezuela            | 0               | 5                | 7                 | 12    |
| 6     | Colômbia             | 0               | 1                | 0                 | 1     |
| 7     | El Salvador          | 0               | 0                | 1                 | 1     |

### Feminino
| Ordem | País                 | Medalha de ouro | Medalha de prata | Medalha de bronze | Total |
| ----- | -------------------- | --------------- | ---------------- | ----------------- | ----- |
| 1     | Cuba                 | 8               | 2                | 2                 | 12    |
| 2     | República Dominicana | 8               | 1                | 4                 | 13    |
| 3     | México               | 3               | 7                | 3                 | 13    |
| 4     | Porto Rico           | 0               | 6                | 2                 | 8     |
| 5     | Venezuela            | 0               | 2                | 5                 | 7     |
| 6     | Colômbia             | 0               | 1                | 0                 | 1     |
| 7     | Costa Rica           | 0               | 0                | 1                 | 1     |
| 7     | Panamá               | 0               | 0                | 1                 | 1     |
| 7     | Antilhas Holandesas  | 0               | 0                | 1                 | 1     |

### Geral
| Ordem | País                 | Medalha de ouro | Medalha de prata | Medalha de bronze | Total |
| ----- | -------------------- | --------------- | ---------------- | ----------------- | ----- |
| 1     | Cuba                 | 19              | 5                | 6                 | 30    |
| 2     | México               | 9               | 13               | 9                 | 31    |
| 3     | República Dominicana | 9               | 4                | 5                 | 18    |
| 4     | Porto Rico           | 5               | 11               | 6                 | 22    |
| 5     | Venezuela            | 0               | 7                | 12                | 19    |
| 6     | Colômbia             | 0               | 2                | 0                 | 2     |
| 7     | El Salvador          | 0               | 0                | 1                 | 1     |
| 7     | Costa Rica           | 0               | 0                | 1                 | 1     |
| 7     | Panamá               | 0               | 0                | 1                 | 1     |
| 7     | Antilhas Holandesas  | 0               | 0                | 1                 | 1     |